# Johann Městecký von Opočno
Johann Městecký von Opočno, auch Johann der Jüngere von Opočno, tschechisch Jan Městecký z Opočna, auch Jan mladší z Opočna, († 1432) war ein böhmischer Adliger, der sich dem Kriegshandwerk zuwandte. 1410 kämpfte er in der Schlacht bei Grunwald und ab 1420 als Hauptmann in den Hussitenkriegen. Er galt als Anführer der ostböhmischen Adelspartei, die sich gegen die Reformbestrebungen der Hussiten wandte und von den Zeitgenossen als „Opočno-Partei“ bezeichnet wurde. Trotzdem unterwarf er sich zwei Mal den Hussiten. Durch Plünderungen wurde er auch als Raubritter bekannt.

## Leben
Johann entstammte dem ostböhmischen Adelsgeschlecht der Herren von Dobruška und Opočno. Seine Eltern waren Stephan/Štěpán von Opočno und Katharina von Bergow, die eine Schwester des Oberstburggrafen von Böhmen, Otto von Bergow war. Nach dem tragischen Tod seines Vaters 1397 stand Johann zunächst unter der Vormundschaft seines Onkels Jaroslaw von Opočno. Vermutlich zwischen 1408 und 1410 erreichte er die Volljährigkeit. Am 15. Mai 1410 trat er jedenfalls als Zeuge am Hofgericht auf. Zu dieser Zeit residierte er auf der Feste seines Onkels Jaroslaw in Heřmanův Městec, von dem sich sein Beiname „Městecký“ ableitet. Dieser wurde zwar schon von seinen Zeitgenossen, allerdings niemals von ihm selbst benutzt.
Im Gegensatz zu seinem Vater und seinem Onkel Jaroslaw strebte Johann kein königliches Hofamt an. Er wandte sich dem Kriegshandwerk zu und kämpfte im Juli 1410 wie zahlreiche andere böhmische Adlige auf Seiten des Deutschen Ordens in der Schlacht bei Grunwald, wohin er eine eigene Söldnerschaar mitnahm. Dort geriet er in polnische Gefangenschaft, aus der er erst im Frühjahr 1412 entlassen wurde. Nach der Rückkehr unterstützte er in Ostböhmen seinen Vetter Otto von Bergow d. J. in dessen Kampf gegen Nikolaus von Žampach.
Nach dem Tod seines Onkels Jaroslaw erbte Johann Heřmanův Městec und eine Hälfte von Dobruška. Vermutlich übernahm er auch dessen Anspruch auf nicht beglichene Schulden aus dem Jahr 1401, für die ihm der böhmische und Römisch-deutsche König Wenzel die Steuereinnahmen des Benediktinerklosters Opatowitz überschrieben aber nicht ausgezahlt hatte. Deshalb überfiel Johann zusammen mit Otto von Bergow d. J. in der Nacht vom 1. auf den 2. November 1415 das Kloster, das ausgeraubt und verwüstet und Abt Peter Lazur zu Tode drangsaliert wurde. 1416 ist Johann in Dobruška belegt, wo er zusammen mit seinem gleichnamigen Onkel Johann d. Ä. der Einführung des neuen Pfarrers beiwohnte. Es ist nicht bekannt, wann und auf welche Weise er wieder an die Herrschaft Opočno gelangte, die sein Vater nach 1390 verkaufen musste. Vermutlich geschah dies zwischen 1416 und 1419. Nach dem Tod des Königs Wenzel 1419 unterstützte er politisch dessen Nachfolger Sigismund. Sympathien für die hussitische Bewegung hegte er vermutlich nicht. In seinem Städtchen Dobruška, das Sitz eines großen Dekanats war, pflegte er guten Kontakt zu den Geistlichen.
Im Frühjahr 1420 beteiligte sich Johann mit seinen Söldnern am ersten Kreuzzug gegen die Hussiten und kämpfte in der Schlacht bei Sudoměř auf Seiten des katholischen Adels. Nach der Eroberung von Königgrätz durch die Hussiten wurde Johann vom König Sigismund zum Hauptmann von Chrudim ernannt, das die Hussiten ebenfalls belagerten. Dort erhielt er Unterstützung durch die deutsche Stadtbevölkerung und die Mönche des Dominikanerklosters. Nachdem er vom König den Sold für seine Truppe forderte, überschrieb ihm dieser am 17. Oktober 1420 pfandweise alle Besitzungen des Klosters Břevnov, zu dem neben 41 Höfen 86 ganze und 13 Teildörfer gehörten.
Nach der Eroberung der ostböhmischen Stadt Chotěboř Ende 1420 durch die Taboriten wurde sie von Johann zusammen mit den Truppen des Čenek Hlaváč von Ronow, Puta von Častolowitz, Smil Arnošt von Pardubitz und Jan von Chotěmice belagert. Die Hussiten mussten sich am 2. Januar 1421 ergeben, wobei ihnen Johann freien Abzug versprach. Dieses Versprechen hielt er jedoch nicht ein. An die 300 Gefangene wurden in einer Scheune verbrannt und der Anführer Peter Hromádka sowie zwei weitere taboritische Priester in Chrudim hingerichtet. Als sich die Hussiten rächen wollten und Chrudim belagerten, entschloss sich Johann zu aussichtslosen Verhandlungen. Schließlich lief er zu ihnen über und bat um Gnade, die ihm vermutlich durch Fürsprache des Hauptmanns Hynek Kruschina von Lichtenburg gewährt wurde.
Da er kein überzeugter Hussit war und auch keinen entsprechenden Eid abgelegt hatte und zudem der Ansicht war, dass ein „Ketzern“ gegebenes Versprechen nicht bindend sei, wechselte er im Herbst 1421 wiederum zur anti-hussitischen Partei. Als am 13. Oktober 1421 die Schlesier nach Ostböhmen einfielen, schloss er sich ihnen zusammen mit Puta von Častolowitz an. Vor dem Olmützer Bischof Johann von Bucca „dem Eisernen“ entsagte er der Kelchpartei und vor dem König verpflichtete er sich zur Treue und Teilnahme am nächsten Kreuzzug: Im Januar 1422 führte er das kaiserliche Heer nach Kuttenberg und kämpfte im April 1423 in der Schlacht bei Horschitz gegen Jan Žižka. Nach der Niederlage brandschatzten und mordeten seine Truppen in der Horschitzer Vorstadt Hradec. Die Schlacht bei Böhmisch Skalitz 1424 rieb große Teile seiner Leute auf. 1425 zogen die ostböhmischen Orebiten, die sich nach Žižkas Tod Sirotci („Waisen“) nannten, in das Vorland des Adlergebirges. Dort eroberten sie im August die Burg Opočno, die für Johann dauerhaft verloren ging, sowie die Burgen Dobřany und Frymburk, die damals wahrscheinlich Johanns Onkel Johann d. Ä. von Opočno gehörten. Außerdem eroberten sie Putas Burg Rychmberk. Zwischen 1425 und 1427 verschaffte sich Johann einen Ausgleich für den erlittenen Verlust: Die Burg Lanšperk übernahm er von Wenzel von Dubá oder dessen Erben und die Burg Žampach eignete er sich nach dem Tod des Nikolaus von Žampach an. Um diese Zeit besaß er auch die Burg Lichtenburg, an die er möglicherweise schon einige Jahre vorher gelangt war.
Am 14. Februar 1427 traten Johann Městecký und Puta von Častolowitz in Strehlen einem militärischen Bündnis bei, das die Hussiten in Schlesien bekämpfen sollte. Dieser Koalition gehörten neben dem Bischof von Breslau und schlesischen Herzögen auch die Städte Breslau und Schweidnitz an.
Im Herbst 1429 eroberten die Hussiten nach monatelanger Belagerung die Lichtenburg sowie die Burgen Lanšperk und Žampach. Vermutlich deshalb wechselte Johann ein zweites Mal zu den Hussiten über. Im Herbst 1430 operierte er auf hussitischer Seite im Pilsner Gebiet. Im November war er mit einem hussitischen Heer im Fürstentum Neisse, wo sie Dörfer plünderten und die Bischofsburg in Ottmachau einnahmen. Dadurch brach Johann das Strehlener-Bündnis von 1427 und damit seine guten Kontakte mit dem Breslauer Bischof Konrad von Oels sowie zu den schlesischen Verbündeten ab. Vermutlich schon 1429 war es zu einem Bruch mit Puta von Častolowitz gekommen, der erkennen musste, dass es zu einer katholischen Adelskoalition in Ostböhmen nicht mehr kommen würde, was einem Ende der sogenannten Opočno-Partei gleichkam.
Johanns Hoffnung, durch den Übertritt zu den Hussiten wenigstens einen Teil seiner Besitzungen wieder zu erlangen, erfüllte sich nicht. Von seinem gleichnamigen Onkel Johann d. Ä. von Opočno, der vor 1430 starb, erbte er Burg und Herrschaft Frymburk sowie halb Dobruška, das ihm nun ganz gehörte. Obwohl er nun den Hussiten zugerechnet wurde, bestätigte er noch am 21. April 1431 einen neuen katholischen Pfarrer von Markovice bei Žleby (Schleb). Schloss und Herrschaft Žleby hatten pfandweise Johanns Vater gehört und offenbar übte er dort noch das Kirchenpatronat aus. In der zweiten Hälfte des Jahres 1432 starb er. Johann war nicht verheiratet und hinterließ keine Nachkommen. Es ist nicht bekannt, warum er seine Besitzungen dem Georg/Jiřík von Dubá auf Vízmburk vererbte, der ein Gegner der Hussiten war.